# (4419) Allancook
(4419) Allancook est un astéroïde de la ceinture principale découvert le 24 avril 1932 par l'astronome allemand Karl Wilhelm Reinmuth. Le lieu de découverte est Heidelberg (024). Sa désignation provisoire était 1932 HD.